# Ділок (Хустський район)
Діло́к — село в Україні, у Горінчівській сільській громаді Хустського району Закарпатської області. Населення становить 302 особи (станом на 2001 рік). Село розташоване у центрі Хустського району, за 11,5 кілометра від районного центру.

## Географія
Село Ділок лежить за 11,5 км на північний схід від районного центру, фізична відстань до Києва — 549,5 км.

## Історія
12 лютого 1939 року відбулись вибори до Сойму Карпатської України, на яких абсолютну більшість голосів виборців (близько 92,4 %) здобули кандидати Українського національного об'єднання. У Ділку, який належав до округи «Іршава», за УНО проголосували 123 виборці, проти — 117.[джерело?]

## Населення
Станом на 1989 рік у селі проживали 277 осіб, серед них — 135 чоловіків і 142 жінки.
За даними перепису населення 2001 року у селі проживали 302 особи. Рідною мовою назвали:
| Мова       | Кількість осіб | Відсоток |
| ---------- | -------------- | -------- |
| українська | 300            | 99,34%   |
| російська  | 1              | 0,33%    |
| білоруська | 1              | 0,33%    |

## Політика
Голова сільської ради — Конопацька Олена Іванівна, 1958 року народження, вперше обрана у 2006 році. Інтереси громади представляють 22 депутати сільської ради:
| Партія        | Кількість депутатів | Відсоток |
| ------------- | ------------------- | -------- |
| самовисування | 22                  | 100,00%  |